# Stade du Commandant Bougouin
Stade vélodrome
Le Stade du Commandant Bougouin, aussi appelé Stade vélodrome, est un stade municipal situé dans le quartier Alphonse Guérin à Rennes.
Cette enceinte est utilisée conjointement par le REC rugby qui évolue en Nationale 2 (depuis 2023) et par le Stade rennais rugby, club féminin de rugby à XV, qui joue actuellement en Élite 1.

## Historique
Inauguré en 1924, la construction du stade est décidée par le maire Jean Janvier, la conception en est confiée à Emmanuel Le Ray, architecte de la ville de Rennes de 1895 à 1932. Le devis, établi en 1922 par l'architecte, prévoit la construction d'une grande piscine, finalement construite rue Gambetta (actuelle piscine Saint-Georges), de bains-douches et de terrains de jeux.
La ville avait acquis le terrain en 1921, sur lequel se trouvait déjà un vélodrome, le « vélodrome Laënnec », pour y construire un stade municipal destiné aux activités sportives et à la jeunesse.
Bien que suscitant des oppositions dans la ville, le projet voit le jour, inauguré en juillet 1924 par la fête de la Fédération féminine française de gymnastique, il accueille la première fête de la jeunesse, à l’été 1925. D'une superficie de 25 000 m2, ce grand complexe dispose de toutes les installations modernes de l'époque. Il comprend une piste cycliste qui entoure une piste d'athlétisme, un terrain de football au centre, deux courts de tennis, des agrès de gymnastique, mais aussi des bains-douches et des vestiaires situés sous les tribunes. Il peut accueillir 2 000 personnes sous les tribunes couvertes et 8 000 spectateurs autour du stade.
En 1957, le Stade vélodrome est renommé Stade du Commandant Bougouin, ancien commandant de la compagnie des pompiers de Rennes et professeur de gymnastique des écoles municipales, décédé le 12 novembre 1954.
Les tribunes et les vestiaires du stade, ainsi que le mur de clôture, sont reconstruits en 1964 sur les plans de l'architecte communal Marcel Bodénez.
En 1987, le Stade Commandant Bougouin accueille le Centre Louison-Bobet, voué à la formation des jeunes coureurs.
Le stade a subi de récents travaux. Durant l'été 2014 et jusqu'à fin octobre, le gazon, la terre et le système d'arrosage automatique ont été retirés et remplacés.

## Événements

### Cyclisme
De 1933 à 1970, les arrivées d'étapes du Tour de France à Rennes sont jugées au Stade Vélodrome.
| Année | Étape                                     | Distance | Vainqueur d'étape   | Leader du classement général |
| ----- | ----------------------------------------- | -------- | ------------------- | ---------------------------- |
| 1933  | La Rochelle - Rennes (21e étape)          | 266      | Jean Aerts          | Georges Speicher             |
| 1937  | La Roche-sur-Yon - Rennes (18e étape (b)) | 172      | Paul Chocque        | Roger Lapébie                |
| 1939  | Vire - Rennes (2e étape (b))              | 120      | Éloi Tassin         | Jean Fontenay                |
| 1951  | Caen - Rennes (6e étape)                  | 182      | Édouard Muller      | Roger Lévêque                |
| 1952  | Brest - Rennes (1er étape)                | 246      | Rik Van Steenbergen | Rik Van Steenbergen          |
| 1959  | Rouen - Rennes (5e étape)                 | 286      | Jean Graczyk        | Robert Cazala                |
| 1963  | Rouen - Rennes (5e étape)                 | 285      | Antonio Bailetti    | Seamus Elliott               |
| 1970  | Angers - Rennes (3e étape (b))            | 140      | Marino Basso        | Italo Zilioli                |

### Football
Le 9 décembre 2011, le TA Rennes, club de Division d'Honneur, réalise un des exploits du 8e tour de la Coupe de France sur la pelouse du stade vélodrome en éliminant le FC Nantes, club de Ligue 2 et triple vainqueur de l'épreuve (1979, 1999, 2000), par 4 tirs au but à 3, (2-2 après prolongations). Le TA Rennes joue également le tour suivant (32e de finale) à domicile mais s'incline le 6 janvier 2012 aux tirs au but (4-5) contre l'US Quevilly, futur finaliste de la compétition,.
Le 4 janvier 2020, le FC Guichen, club de National 3, reçoit le Stade Malherbe Caen, club de Ligue 2, à domicile au stade vélodrome de Rennes en 32e de finale de la Coupe de France. Devant un public venu nombreux, les bretilliens, logiquement dominés dans le jeu, s'inclinent 2 buts à 1.